# کوزلوجا (خواجه‌لار)
کوزلوجا (به ترکی استانبولی: Kozluca) یک منطقهٔ مسکونی در ترکیه است که در هوجالار واقع شده‌است.